# Martinus Kuytenbrouwer
Martinus Kuytenbrouwer ou Martin Antoine Kuijtenbrouwer, né le 21 novembre 1821 à Amersfoort et mort le 12 novembre 1897 à Paris, est un peintre néerlandais.

## Biographie
Martinus Anthonius Kuytenbrouwer est le fils de Martinus Kuytenbrouwer et de Johana Kolff.
Peintre à la Cour de Léopold II, il arrive à Paris et affine son pinceau auprès d'Eugène Isabey. Il devient peintre à la Cour de Napoléon III.
Peintre animalier, il expose au Salon de 1848 à 1889, de même qu'au Salon de Bruxelles de 1860, où il présente Halte de cavaliers, d'un talent vigoureux et énergique.
Il épouse Marie Gaches.
Il s'installe à Avon jusqu'en 1870, date à laquelle sa demeure est pillée alors lorsqu'il prend la défense de Paris contre les Prussiens. Il perd là sa fortune.
Il meurt à son domicile de la rue du Sergent-Bauchat à l'âge de 75 ans.

## Œuvres exposées aux Salons parisiens
- Rendez-vous du soir dans les gorges d'Apremont, au Salon de 1848
- Environs de Fontainebleau, au Salon de 1848
- Les brigands à l'affût ; paysage, au Salon de 1850
- Après l'orage, au Salon de 1852
- Entrée de forêt, au Salon de 1855
- Retour de chasse ; intérieur de forêt, au Salon de 1857
- Combat de cerfs, au Salon de 1861[6].
- Têtes de cerfs, au Salon de 1861
- Nature morte, au Salon de 1861
- Patiens quia Fortis, au Salon de 1863
- Brocard pris par une louve, au Salon de 1863
- Paysage, au Salon de 1865
- Vermout, au Salon de 1865
- Le duel, au Salon de 1866
- Les moines mendiants, au Salon de 1866
- Bonheur maternel, au Salon de 1867
- Cerf et biche au clair de lune, au Salon de 1870
- Trois à la même branche ; cerfs en harde, au mois de mai, au Salon de 1873
- Les sangliers, au Salon de 1879
- Cerfs parqués, au Salon de 1889